# Prêmio Naylor
O Prêmio Naylor (em inglês:  Naylor Prize and lectureship in Applied Mathematics) é um prêmio concedido pela London Mathematical Society (LMS) em matemática aplicada, com periodicidade bianual. Homenageia V. D. Naylor. Os agraciados devem moram no Reino Unido. O agraciado do ano precedente apresenta na reunião da LMS uma "Palestra Naylor" (Naylor Lecture).

## Premiados[2]
- 1977: Michael James Lighthill
- 1979: Basil John Mason
- 1981: Christopher Longuet-Higgins
- 1983: Michael James David Powell
- 1985: Ian Colin Percival
- 1987: Douglas Samuel Jones
- 1989: James D. Murray
- 1991: Roger Penrose
- 1993: Michael Berry
- 1995: John Macleod Ball
- 1997: Frank Kelly
- 1999: Stephen Hawking
- 2000: Athanassios Spyridon Fokas
- 2002: Mark Herbert Ainsworth Davis
- 2004: Richard Jozsa
- 2007: Michael Green
- 2009: Philip Maini
- 2011: John Bryce McLeod
- 2013: Lloyd Nicholas Trefethen
- 2015: S. J. Chapman